# (5794) Irmina
(5794) Irmina est un astéroïde de la ceinture principale.

## Description
(5794) Irmina est un astéroïde de la ceinture principale. Il fut découvert le 24 septembre 1976 à Naoutchnyï par Nikolaï Tchernykh. Il présente une orbite caractérisée par un demi-grand axe de 3,14 UA, une excentricité de 0,16 et une inclinaison de 5,3° par rapport à l'écliptique.

## Compléments